# Кръстец (хижа)
Хижа „Кръстец“ се намира на около 100 метра западно от едноименната железопътна гара, в красива борова гора. Отстои на 12 км от гр. Плачковци и на 18 км по асфалтов път от гр. Трявна.
Състои се от 2 самостоятелни сгради с общ капацитет от 40 легла в стаи за по 3, 4 и 5 души. В двуетажната сграда на първия етаж е обособена голяма и малка столова с телевизор, оборудвана туристическа кухня на самообслужване и санитарни възли, от които единият е пригоден за баня с топла вода; на втория етаж са спалните помещения, отоплявани с електрически печки и с печки на твърдо гориво.
Хижата разполага с паркинг за около 8 автомобила, допълнителни външни тоалетни, резервно водоснабдяване, тревна и асфалтова площадка, закрит и открит кът за отдих с барбекю и огнище, площадка за палатъчен лагер.
В близост до хижата могат да се посетят параклис „Св. Иван Рилски чудотворец“ на връх Голям Кръстец, панорамната площадка „Гледката“, екопътека и заслон „Бъзовец“ и др. Тя е чудесен изходен пункт за краткотрайни и по-дълги излети и походи в Тревненска планина – историческите местности „Конарското“, средновековната крепост „Царска могила“, пещерите „Килиите“ и др.
Хижа „Кръстец“ работи целогодишно в предпразнични и празнични дни и по всяко време по предварителна заявка. Стопанисва се от ТД „Академик – ВТУ“, гр. Велико Търново, тел. 062 – 650454 и моб. 088 – 9710188